# Pidie Jaya
Pidie Jaya ist ein indonesischer Regierungsbezirk (Kabupaten) auf der Insel Sumatra. Er liegt im Norden der indonesischen Provinz und Sonderregion Aceh und zählte zur Jahresmitte 2023 161.705 Einwohner (50,56 % Frauen) und ist somit der bevölkerungsärmste aller Regierungsbezirke der Provinz Aceh. Flächenmäßig belegt Pidie Jaya mit 939 Quadratkilometern Rang 13 und liegt damit noch vor den Bezirken Aceh Barat Dayah, Aceh Singkil, Gayo Lues, Aceh Jaya und Simeulue. Mit einer Bevölkerungsdichte von 172 Einwohnern pro Quadratkilometer liegt der Bezirk weit über der Hälfte des Provinzdurchschnitts (Aceh: 96).

## Geographie und Lage
Pidie Jaya erstreckt sich zwischen 4°06′ und 4°47′ n. Br. sowie zwischen 95°56′ und 96°30′ ö. L. Der Bezirk grenzt im Süden und Westen an den Kabupaten Pidie und im Osten an Bireuen. Im Norden bildet die etwa 35 Kilometer lange Küstenlinie der Straße von Malakka eine natürliche Grenze.

### Klima
Im Bezirk herrscht – wie im gesamten Indonesien – tropisches Regenwaldklima (feuchttropisches Klima), es gibt eine ruhige, trockene Jahreszeit (Ostmonsun, von März bis August) und die Regenzeit (September bis Februar). Im Jahr 2020 fielen im Oktober nur 21 Millimeter Regen (an 5 Tagen), während es im April und Mai jeweils 312 mm (an 16 bzw. 15 Tagen) waren.

## Verwaltungsgliederung
Administrativ unterteilt sich Aceh Utara in 8 Distrikte (indonesisch Kecamatan) mit 222 Dörfern (indonesisch Gampong oder Kampung), die in 34 Mukim zusammengefasst sind. Die Dörfer werden in 649 Weiler (indonesisch Dusun) untergliedert.
| Code 1   | Kecamatan Distrikt | Ibu Kota Verwaltungssitz | Fläche (km²) | Einw. 2010 2 | Volkszählung 2020 | Volkszählung 2020 | Volkszählung 2020 | Anzahl der     |
| Code 1   | Kecamatan Distrikt | Ibu Kota Verwaltungssitz | Fläche (km²) | Einw. 2010 2 | Einw. 3           | 0Dichte 40        | Sex Ratio 5       | Gampong/ Mukim |
| -------- | ------------------ | ------------------------ | ------------ | ------------ | ----------------- | ----------------- | ----------------- | -------------- |
| 11.18.01 | Meureudu           | Kota Meureudu            | 124,79       | 18.387       | 22.226            | 178,1             | 95,81             | 30/4           |
| 11.18.02 | Ulim               | Keude Ulim               | 41,75        | 13.338       | 16.242            | 389,0             | 101,41            | 30/5           |
| 11.18.03 | Jangka Buya        | Keude Jangka Buya        | 9,35         | 8.714        | 10.174            | 1.088,4           | 102,15            | 18/2           |
| 11.18.04 | Bandar Dua         | Ulee Gle                 | 174,32       | 23.656       | 28.060            | 161,0             | 98,75             | 45/5           |
| 11.18.05 | Meurah Dua         | Meunasah Bie             | 287,07       | 10.090       | 12.507            | 43,6              | 98,84             | 19/3           |
| 11.18.06 | Bandar Baru        | Keude Leung Putu         | 220,47       | 31.337       | 36.711            | 166,5             | 100,13            | 43/8           |
| 11.18.07 | Panteraja          | Keude Panteraja          | 15,00        | 7.533        | 8.968             | 598,0             | 100,04            | 10/2           |
| 11.18.08 | Trienggadeng00     | Keude Trienggadeng00     | 79,37        | 19.901       | 23.509            | 296,2             | 96,37             | 27/5           |
| 11.18    | Kab. Pidie Jaya000 | Kab. Pidie Jaya000       | 952,11       | 132.956      | 158.397           | 166,4             | 98,85             | 222/34         |

### Alphabetische Liste der Namen der 34 Mukim
| Kecamatan    | Anzahl | Namen der Mukim                                                                      |
| ------------ | ------ | ------------------------------------------------------------------------------------ |
| Bandar Baru  | 0008   | Lueng Putu, Nyong, Langien, Musa, Cubo, Lancok, Tanoh Mirah, Jalan Rata              |
| Bandar Dua   | 0005   | Ulee Glee Dalam, Ulee Glee Barat, Ulee Glee Tunong, Ulee Glee Timu, Jangka Buya Timu |
| Jangka Buya  | 0002   | Jangka Buya Barat, Jangka Buya Baroh                                                 |
| Meurah Dua   | 0003   | Kuta Simpang, Kuta Baroh, Kuta Reuntang                                              |
| Meureudu     | 0004   | Beuracan, Beuriweuh, Manyang, Meureudu Dalam                                         |
| Panteraja    | 0002   | Panteraja Barat, Panteraja Timu                                                      |
| Trienggadeng | 0005   | Trienggadeng, Peulandok, Pangwa, Peuduek Baroh, Peuduek Tunong                       |
| Ulim         | 0005   | Ulim Teunong Paya Seutui, Ulim Baroh, Nanggroe, Blang Rheu                           |

## Demographie
Zur siebten Volkszählung im September 2020 (indonesisch Sensus Penduduk – SP2020) lebten in Pidie Jaya 158.397 Menschen. In einer der wenigen Verwaltungseinheiten der Provinz Aceh gab es einen Frauenüberschuss (79.655 entsprechend 50,29 %), der aber seit dem letzten Zensus 2010 um 0,82 % gesunken war. 2010 zählte man 65.004 Männer und 78.742 Frauen.
Die Mehrheit der Einwohner sind Muslime. Der Anteil der Christen (13 Protestanten, 2 Katholiken) ist unbedeutend. Es bestehen 83 Moscheen indonesisch Masjid und 320 Gebetsräume (indonesisch Meunasah) bzw. (indonesisch Musalla). Die anderen Glaubensrichtungen besaßen keine Gebäude.

### Soziale Daten 2020
| Merkmal                                                          | Kabupaten | 0Provinz Aceh0 |
| ---------------------------------------------------------------- | --------- | -------------- |
| Bev. unterh. der Armutsgrenze (Tsd.)0                            | 31,39     | 814,91         |
| Anteil der „armen Bevölkerung“ (indonesisch Penduduk miskin) (%) | 19,19     | 014,99         |
| Arbeitslosenrate (%)                                             | 06,58     | 006,59         |
| Lebenserwartung (in Jahren)                                      | 70,14     | 069,93         |
| HDI-Index                                                        | 73,20     | 071,99         |
| Analphabetenrate (in %, > 15 J.)                                 | 3,11      | 001,75         |
| Abhängigenquotient (%)                                           | 48,81     | 048,71         |
| Anteil der Altersgruppen                                         | 0Real0    | 0Prozentuell0  |
| Kinder (<15 J.)                                                  | 041.1290  | 025,97         |
| arbeitsfähige Bevölkerung (15–64 J.)                             | 106.4450  | 067,20         |
| Rentner und Pensionäre (>65 J.)                                  | 010.8230  | 006,83         |

### Aktuelle Bevölkerungsdaten vom Jahresende 2022
Nachfolgende Tabelle gibt den Einwohnerstand per 31. Dezember 2022 wieder.
| Kecamatan          | Fläche km² | Einwohner gesamt | Männer | Frauen | Dichte Einw. je km² | Sex Ratio (100 M/F) |
| ------------------ | ---------- | ---------------- | ------ | ------ | ------------------- | ------------------- |
| Meureudu           | 391,40     | 22.745           | 11.138 | 11.607 | 58,1                | 95,96               |
| Ulim               | 45,51      | 16.452           | 8.235  | 8.217  | 361,5               | 100,22              |
| Jangka Buya        | 12,39      | 10.630           | 5.347  | 5.283  | 857,9               | 101,21              |
| Bandar Dua         | 193,61     | 28.162           | 13.928 | 14.234 | 145,5               | 97,85               |
| Meurah Dua         | 16,87      | 12.924           | 6.408  | 6.516  | 766,1               | 98,34               |
| Bandar Baru        | 219,86     | 36.943           | 18.296 | 18.647 | 168,0               | 98,12               |
| Panteraja          | 19,55      | 9.059            | 4.489  | 4.570  | 463,4               | 98,23               |
| Trienggadeng       | 74,93      | 23.913           | 11.660 | 12.253 | 319,1               | 95,16               |
| Kab. Pidie Jaya000 | 974,12     | 160.828          | 79.501 | 81.327 | 165,1               | 97,75               |

## Geschichte
Der Regierungsbezirk Pidie Jaya wurde Anfang des Jahres 2007 aus dem Bezirk Pidie abgespalten. Bis heute blieb die Zahl der acht Kecamatan unverändert.